# Sekondi Eleven Wise
Il Sekondi Eleven Wise è una società calcistica ghanese con sede nella città di Sekondi, che milita nel campionato ghanese.

## Palmarès

### Competizioni nazionali
- Ghana Premier League: 1

1960
- Coppa del Ghana: 1

1982

### Altri piazzamenti
- Coppa del Ghana:

Finalista: 1979